# Малліс
Малліс (нім. Malliß) — громада в Німеччині, розташована в землі Мекленбург-Передня Померанія. Входить до складу району Людвігслуст-Пархім. Складова частина об'єднання громад Деміц-Малліс.
Площа — 25,17 км2. Населення становить 1072 ос. (станом на 31 грудня 2020).

## Галерея

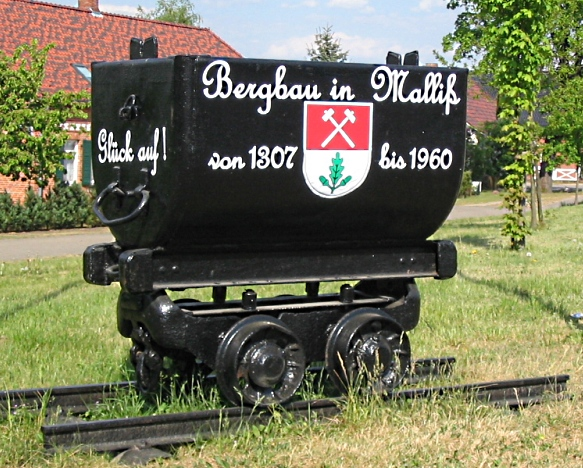
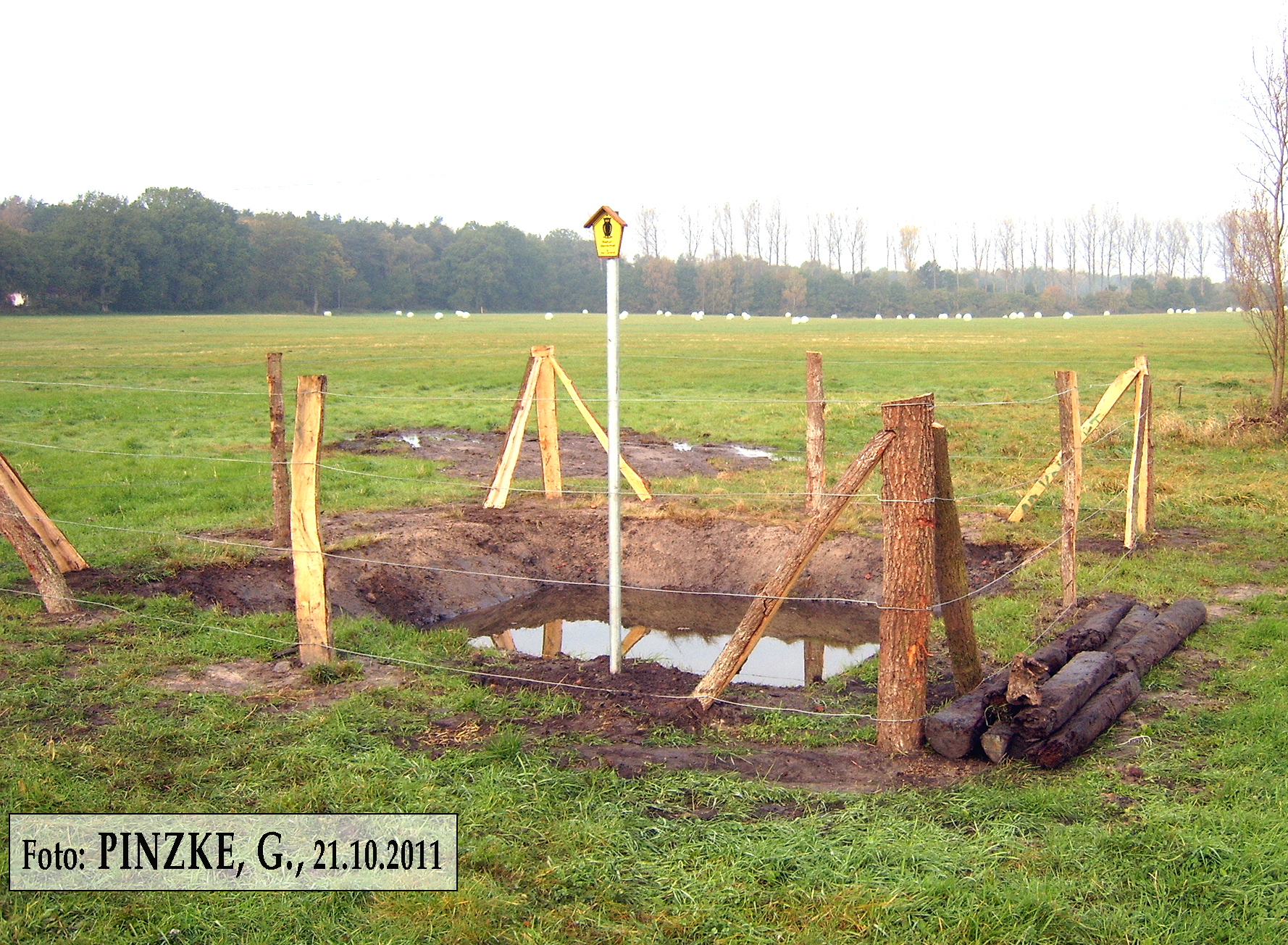
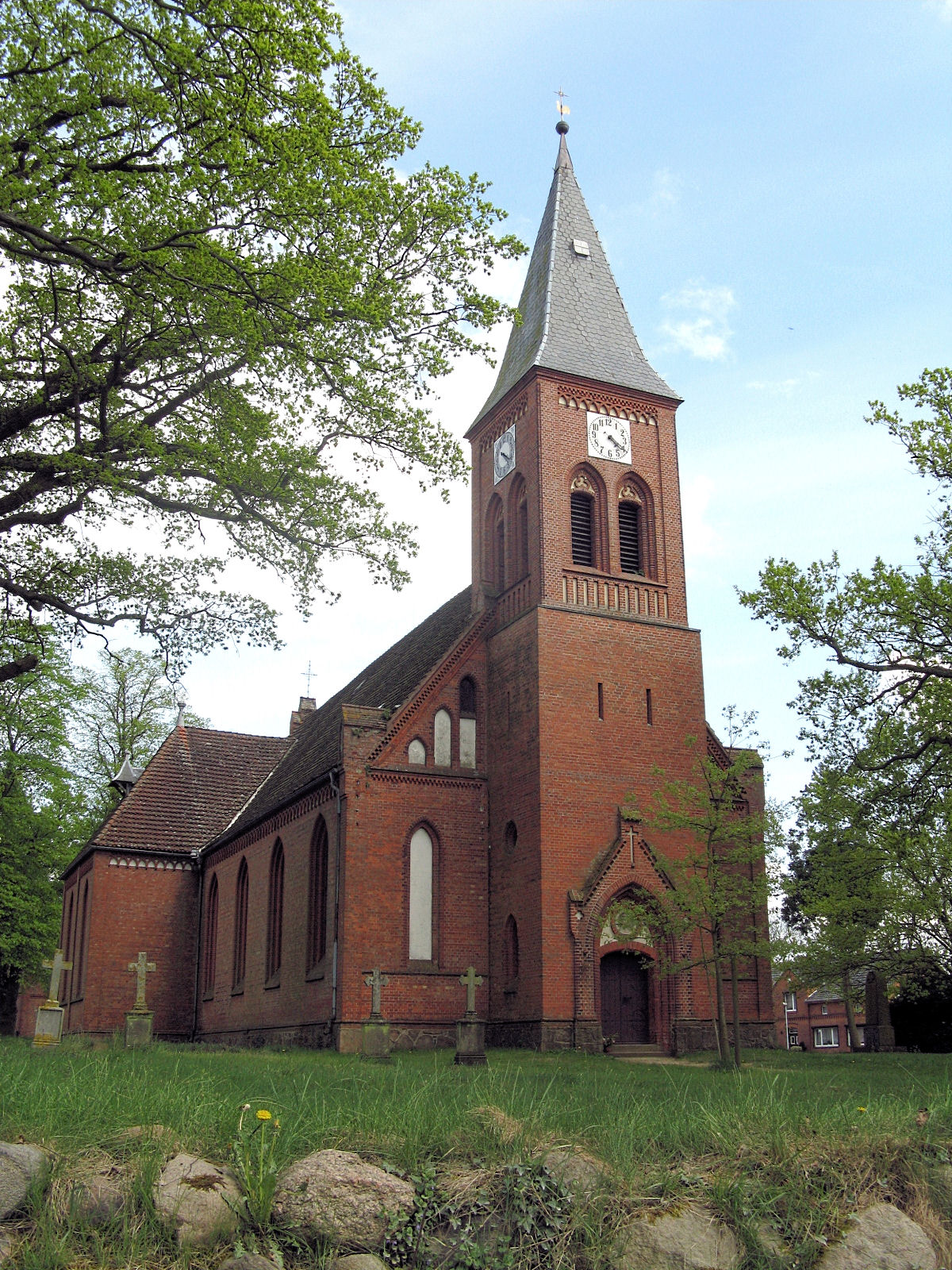